# Техногенна сировина України
Техноге́нна сировина́ — сировина, що залишається у відходах після видобутку корисних копалин.
У процесі добування, збагачування, переробки, транспортування, зберігання корисних копалин утворюються промислові відходи у вигляді розкривних порід, хвостів флотації і гравітаційного відсадження, фосфогіпсу, дефекату, металургійних шлаків, золошлаків, різноманітних шламів, мулу, стічних вод та інше.

## Обсяг відходів
Щорічний обсяг відходів сягає в Україні тільки у твердій фазі 0,6 млрд м3. На площі понад 50 тис. гектарів накопичено близько 8,6 млрд м3 (23—25 млрд тонн) твердих промислових відходів, із яких 0,1—0,12 млрд м3 використовуються щороку для виробництва переважно будівельних матеріалів і мінеральних добрив, а решта залишається у відвалах.

## Проблеми і завдання
За попередні роки майже в усіх областях України були проведені рекогносцирувальні роботи на місцях накопичення відходів. 
Основним завданням цього напряму є продовження робіт із складання бази даних техногенних родовищ України. 